# António Pinheiro (compositor)
António Pinheiro (Montemor-o-Novo, c. 1550 — Évora, 19 de junho de 1617) foi um compositor português do Renascimento.

## Biografia
António Pinheiro nasceu por volta de 1550 em Montemor-o-Novo. Diogo Barbosa Machado refere no seu curto registo biográfico que teria aprendido com Francisco Guerrero, mas é muito mais provável que tenha recebido a sua formação musical no colégio da Sé de Évora com o então mestre da claustra Francisco Velez.
A 12 de março de 1576 é nomeado pelo duque de Bragança D. João I mestre de capela do Paço Ducal de Vila Viçosa, sucedendo a Ginés de Morata. Por volta de 1606 regressa a Évora para ocupar o cargo de mestre da claustra deixado vago por Filipe de Magalhães, mas é despedido poucos anos depois, em 1608, sendo substituído por Domingos Martins.
Entre o final de 1608 e início de 1609 regressou ao posto de mestre de capela de Vila Viçosa. Aí trabalhou até 1616, data em que o seu cargo foi tomado por Roberto Tornar. Regressou então a Évora, cidade onde morreu a 19 de junho de 1617.
A grande maioria da sua produção foi perdida, sobrevivendo apenas algumas composições na biblioteca do Paço Ducal de Vila Viçosa. Existiam pelo menos três obras da sua autoria na Real Biblioteca de Música de D. João IV.

## Obras
- "Beatus vir" a 4vv[5]
- "Beati omnes" a 4vv[5]
- "De profundis" a 4vv[5]
- "Laetatus sum" a 4vv[5]
- "Lauda Jerusalem" a 4vv[5]

### Obras perdidas
- "Ave Regina caelorum" (Do tempo da Quaresma) a 4vv[4]
- "Inter natus mulierum" (De São João Batista) a 4vv[4]
- "Tollite jugum meum" (Do Comum dos Apóstolos) a 5vv[4]
- "Magnificat" por diversas vozes[3]
- Cançonetas do Natal[2]

## Discografia
- 1994 — Meus olhos van per lo mar. Coral Dinamene. Tradisom. Faixa 22: "Laetatus sum".
- 1994 — Canções, vilancicos e motetes portugueses: séculos XVI-XVII. Huelgas Ensemble. Sony Classical. Faixa 4: "Laetatus sum".